# Sandrine Bonnaire
 Sandrine Bonnaire (Clermont-Ferrand, 31 de maio de 1967) é uma atriz e diretora francesa.
É casada com Guillaume Laurant, e tem um filho com o ator norte-americano William Hurt.

## Filmografia parcial
- À nos amours (1983)
- Blanche et Marie (1984)
- Vagabond (1985)
- Police (1985)
- Sous le soleil de Satan (1987)
- Quelques jours avec moi (1988)
- Jeanne la Pucelle I - Les batailles (1994)
- Jeanne la Pucelle II - Les prisons  (1994)
- La cérémonie (1995)
- Never Ever (1996)
- Secret défense (1998)
- Au coeur du mensonge (1998)
- Est-Ouest  (Leste-Oeste - O Amor no Exílio) (1999)
- Mademoiselle (Senhorita) (2000)
- Femme Fatale (2002)
- Confidences trop intimes (Confidências muito íntimas) (2004)
- Resistance (2006)